# 요제프 데게오르기
요제프 데게오르기(독일어: Josef Degeorgi, 1960년 1월 19일~)는 오스트리아의 전직 축구 선수로 현역 시절 포지션은 수비수이다. 1983년부터 1990년까지 아우스트리아 빈 소속 선수로 뛰면서 오스트리아 분데스리가 4회, ÖFB컵 3회 우승했다.